# Mariella Lindén
Mariella Lindén, född 1950, är en finlandssvensk kulturarbetare, författare och feminist. Hon har även regisserat kortfilmer. Lindén var aktiv i den feministiska gruppen Rödkäringarna under 1970-talet. 